# آنتونی برگمانز
آنتونی برگمانز (به انگلیسی: Antony Burgmans) (زاده ۱۳ فوریه ۱۹۴۷) کارآفرین، بازرگان و مدیر ارشد اجرایی هلندی است، که اکنون به‌عنوان رییس هیئت مدیره شرکت آکزونوبل فعالیت می‌نماید. وی در فاصله سال‌های ۲۰۰۵ تا ۲۰۰۷ رییس هیئت مدیره یونیلیور بود. برگمانز هم‌اکنون عضو هیئت مدیره شرکت‌های ای‌بی‌ان آمرو، آلیانتس و بی‌پی نیز می‌باشد.